# Zavraždění carské rodiny

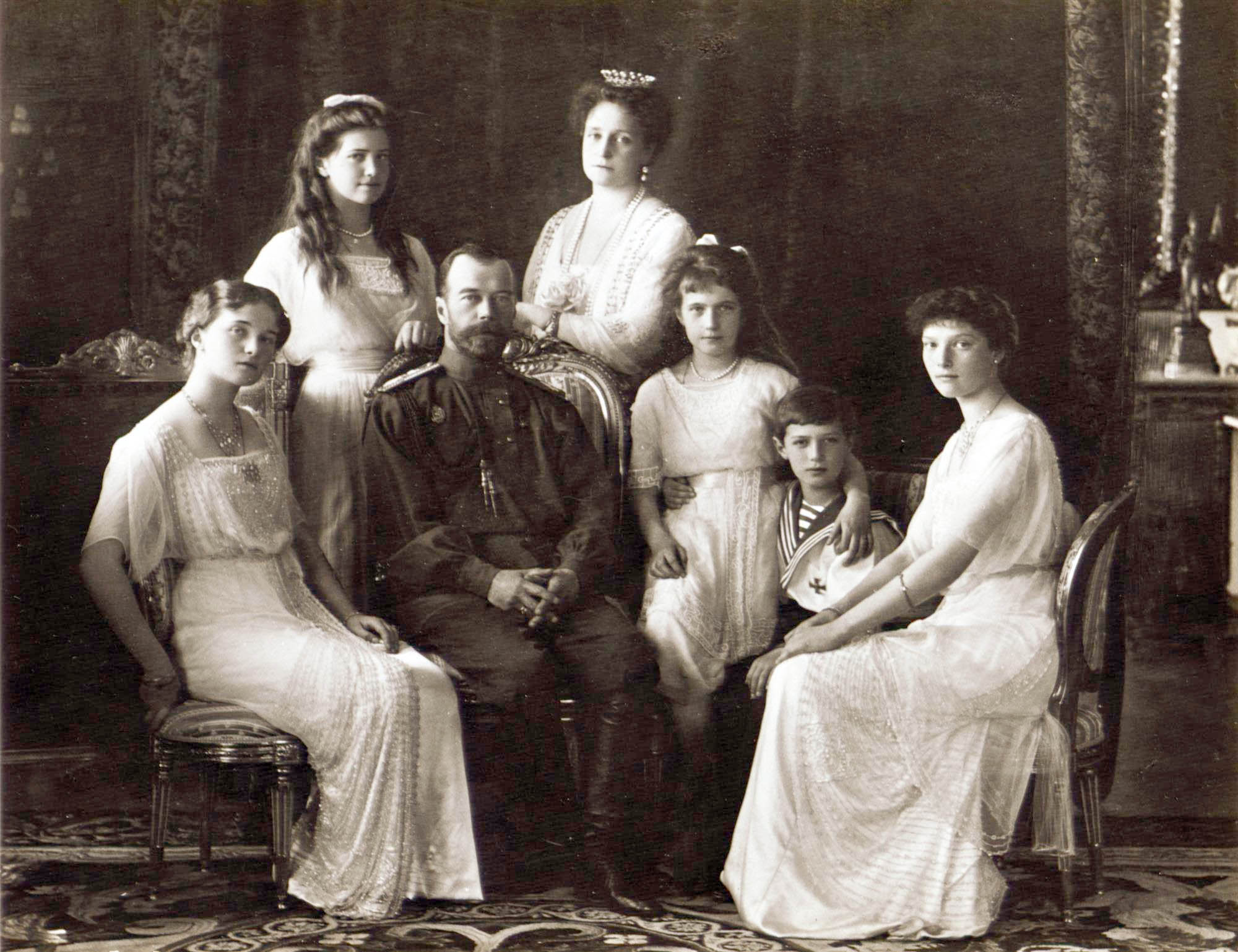
Car Mikuláš II. s rodinou. Zleva: Olga, Marie, Mikuláš, Alexandra, Anastázie, Alexej a Taťána (Livadijský palác, 1913)

Zavraždění carské rodiny se odehrálo v noci ze 16. na 17. července roku 1918 ve sklepě Ipaťjevova domu v ruském Jekatěrinburgu. Byl zde zavražděn někdejší car ruského impéria Mikuláš II. (civilním jménem Nikolaj Romanov), jeho rodina a nejbližší služebnictvo.

## V zadržení
V roce 1917 po únorové revoluci, svržení z trůnu a po období domácího věznění v Carském Selu nedaleko Petrohradu (dnešní Puškin), byli někdejší ruský car Mikuláš II. a jeho rodina podle rozhodnutí Prozatímní ruské vlády posláni do Tobolsku. Tam žili ve vile bývalého guvernéra. Po nástupu bolševiků k moci a začátku občanské války v dubnu 1918 bylo vydáno povolení prezídia (VCIK) čtvrtého sjezdu o převozu Romanovců do Moskvy za účelem soudu. 30. dubna byli Romanovci deportováni vlakem z Tobolsku do Jekatěrinburgu, zde byl pro ně zabaven dům patřící důlnímu inženýrovi Ipaťjevovi.
V polovině července 1918 se blížily k Jekatěrinburgu Československé legie, aby udržely transsibiřskou magistrálu, kterou měly pod kontrolou. Podle některých historiků bolševici zpanikařili, a proto rodinu popravili. Legie dorazila o necelý týden později a 25. července obsadila město. Popravu patrně nařídil místní Výkonný výbor Uralu, ale s plným vědomím Lenina, Jakova Sverdlova a Felixe Dzeržinského. Ještě před vraždou carské rodiny došlo k zavraždění mnoha dalších členů carské rodiny a zachránily se pouze carova matka a jeho dvě sestry.

## Vražda carské rodiny

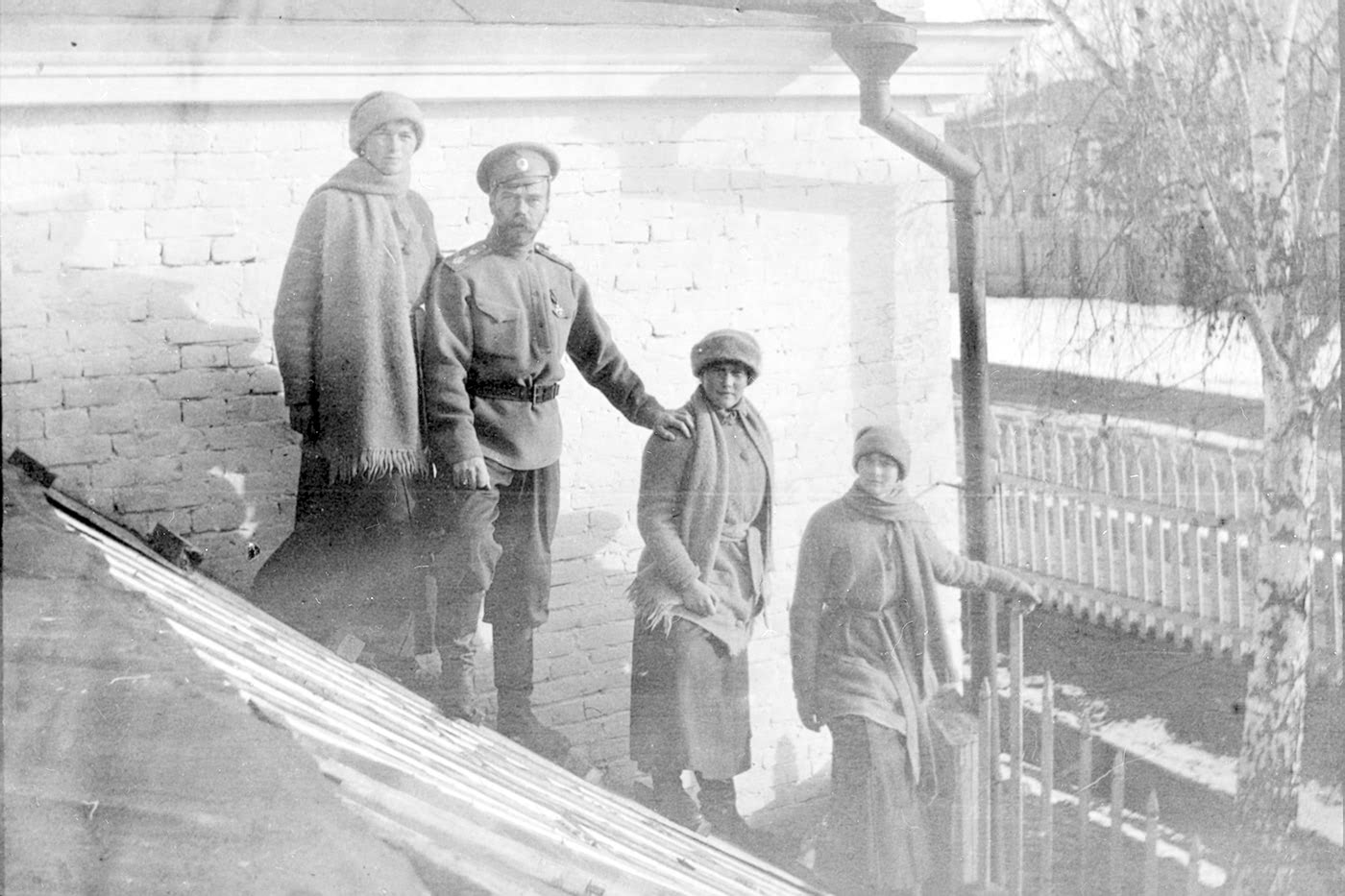
Mikuláš II. s dcerami Olgou, Anastázií a Taťánou (Tobolsk, zima 1917)

Kolem půlnoci ze 16. na 17. července 1918 Jakov Jurovskij, velitel domu pro speciální účel, nařídil lékaři Romanovců, doktoru Evženu Botkinovi, probudit spící rodinu a požádat je, aby se oblékli pod záminkou, že rodina bude přesunuta na bezpečnější místo kvůli hrozícímu chaosu v Jekatěrinburgu. Romanovci byli přemístěni do sklepní místnosti (6×5 metrů) a vězňům bylo poté řečeno, aby zde počkali, než bude k domu přistaven nákladní automobil.
Nicméně o několik minut později vešla do místnosti popravčí četa tajné policie. Podle Ivana Plotnikova, profesora historie na Uralské státní univerzitě A. M. Gorkého, se zúčastnili popravy: Jakov Jurovskij, G. P. Nikulin, M. A. Medvěděv (Kudrin), P. Jermakov, S. P. Vaganov, A. G. Kabanov, P. S. Medvěděv, V. N. Nětrebin a J. M. Celms. Jurovskij přečetl nahlas rozkaz výkonného výboru: „Nikolaji Alexandroviči, vzhledem k tomu, že vaši příbuzní nadále pokračují v útoku na Sovětské Rusko, Výkonný výbor Uralu se rozhodl vás popravit.“
Nikolaj pohlédl na svou rodinu, otočil se a řekl: „Co? Co?“. Jurovskij rozkaz rychle zopakoval a zamířil pistolí na tělo Nikolaje a vystřelil, Nikolaj padl mrtev. Jurovskij pak vystřelil na Alexeje. Ostatní popravčí poté začali střílet chaoticky, dokud nepadly všechny zamýšlené oběti na zem. Otevřely se dveře, aby se rozptýlil kouř. Některé přeživší ještě ubodal bolševik Pjotr Jermakov bajonetem, protože střelba by mohla být slyšet ven. Poslední zemřely Taťána, Anastázie a Marie, které na sobě měly přes 1 kg diamantů všitých do jejich oděvů, tím byly do jisté míry chráněny před střelami.
Popraven byl Nikolaj, jeho manželka Alexandra, jejich pět dětí (Olga, Taťána, Marie, Anastázie a Alexej) a všichni ti, kteří se rozhodli jít s nimi do exilu, například lékař Evžen Botkin, služebná Anna Děmidovová, Alexej Trupp a Ivan Charitonov.
Jejich těla byla ještě téže noci převezena na Ganinu jamu, bývalý důl ležící severozápadně od města, a svržena do bývalé šachty, která tehdy byla zaplněná ledovou vodou. Celkem se jednalo o 11 těl. Za těly bylo do šachty vhozeno ještě několik granátů. Později zde sice byly objeveny části oblečení a ostatky psíka velkokněžny Anastázie, avšak těla zavražděných zde dlouho nezůstala. Čekisté se podle pozdějšího svědectví dvou z nich báli, že by zde mohla být objevena, a bělogvardějci by tak získali cenné relikvie, proto ostatky opět vyjmuli a pohřbili necelé tři kilometry daleko u cesty na tzv. Porosenkově louce. Pro jistotu ještě čekisté mrtvoly polili kyselinou sírovou, aby znemožnili jejich případnou identifikaci.

## Následky

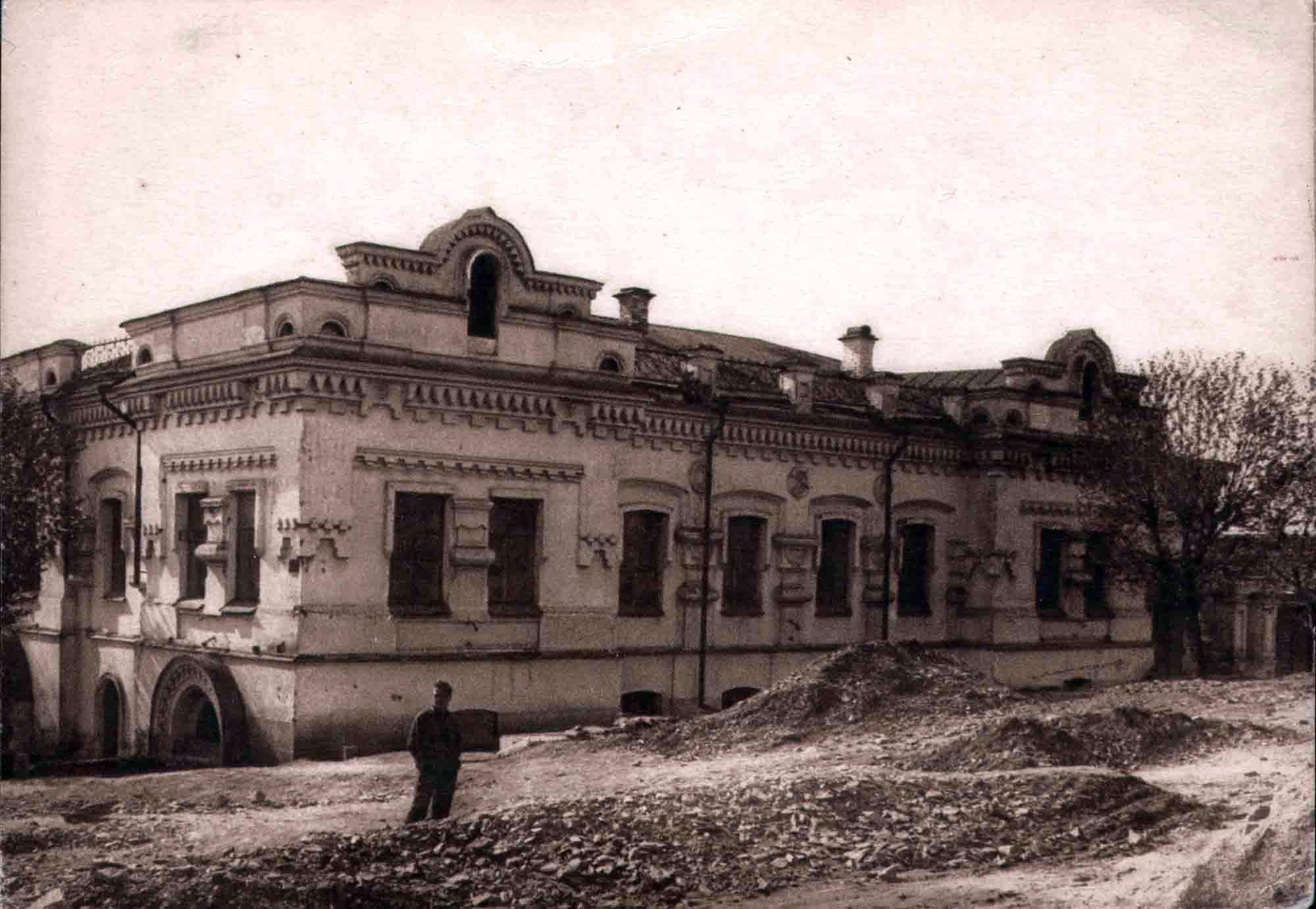
Ipaťjevův dům

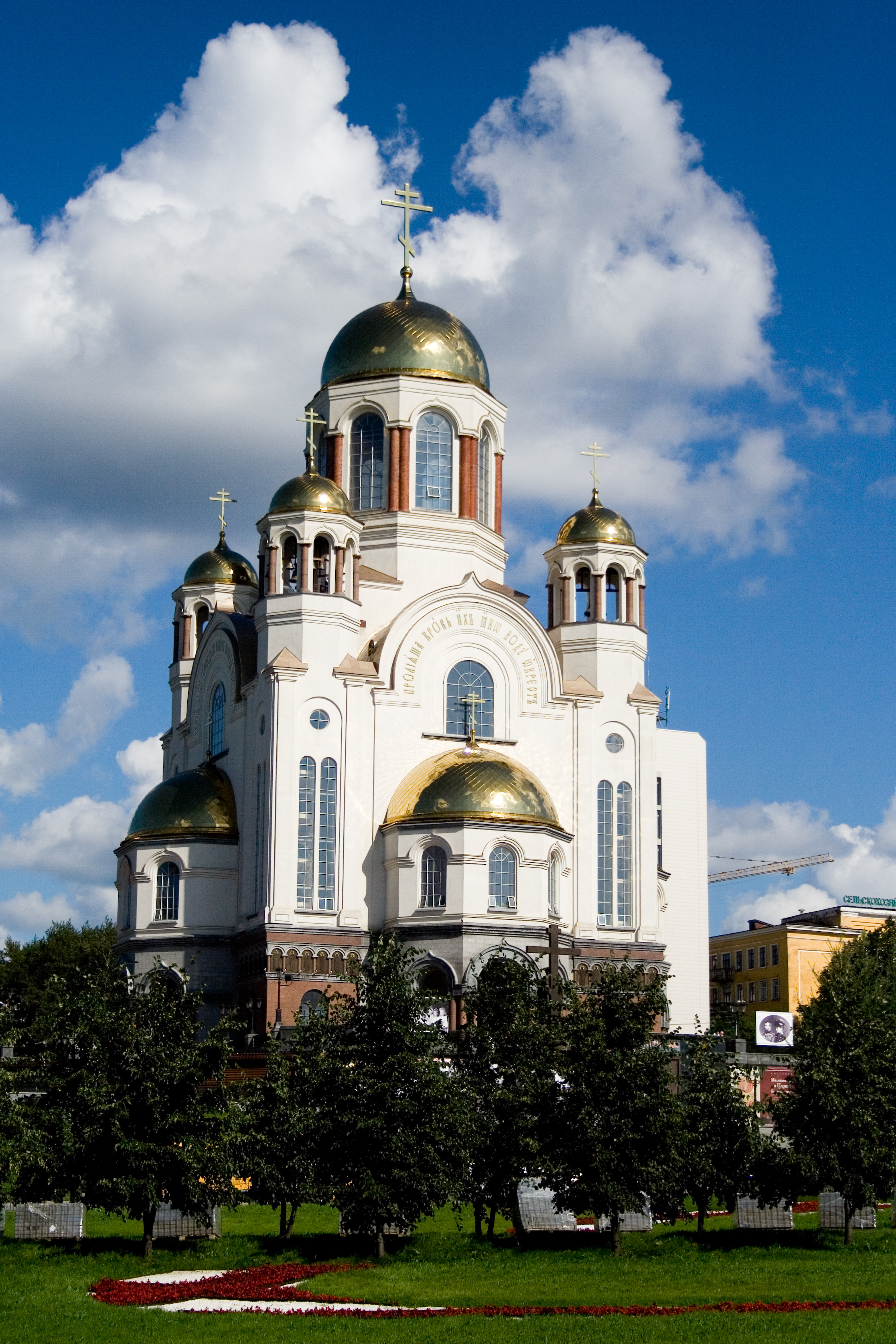
Chrám Všech svatých na krvi v Jekatěrinburgu

Oficiální oznámení se objevila v celostátním tisku o dva dny později. Bylo ohlášeno, že monarcha byl popraven na příkaz Výkonného výboru Uralu pod tlakem, který představovali blížící se Čechoslováci. Podle jiné verze bylo zavraždění vykonáno na základě „tajného rozhodnutí“ sovětského politbyra v čele s Leninem. Ačkoli oficiální sovět vinil z odpovědnosti za rozhodnutí Uralský výbor, Lev Davidovič Trockij ve svém deníku údajně odkazoval na Lenina. Trockij napsal: K mojí další návštěvě v Moskvě došlo po pádu Jekatěrinburgu. Mluvil jsem se Sverdlovem a zeptal jsem se ho mimochodem, „Ach ano, a kde je car?“ „Už je po všem,“ odpověděl. „Byl zastřelen.“ „A kde je jeho rodina?“ „Byla zastřelena i s ním.“ „Všichni?“ Zeptal jsem se, zřejmě s nádechem překvapení. „Všichni z nich“ odpověděl Jakov Sverdlov. „Co ty na to?“ Čekal na mou reakci. Neodpověděl jsem. „A kdo udělal rozhodnutí?“ Ptal jsem se. „Rozhodli jsme o tom my tady.“ „Iljič Lenin věřil, že bychom neměli bílým ponechávat živoucí symbol, kolem kterého by se soustřeďovali, zejména vzhledem k nynějším složitým poměrům.“
Roku 1919 proběhlo na příkaz admirála Kolčaka na Ganině jamě vyšetřování. Byly ovšem objeveny pouze pozůstatky spáleného oblečení, šperky a kulky, dva kousky lidské kůže a lidský prst. Nalezené kosti se na konci 20. století ukázaly být zvířecího původu.
V roce 1993 byl zveřejněn report Jakova Jurovského z roku 1922. Z reportu vyplývá, že poté, co se jednotky Československé legie blížily k Jekatěrinburgu, ze strachu, že by Legie dobyly město a osvobodily cara, Jakov a další bolševičtí věznitelé 17. července popravili Nikolaje a jeho rodinu. Druhý den odjel Jurovskij do Moskvy se zprávou pro Sverdlova. 26. července, nedlouho poté, co Čechoslováci obsadili Jekatěrinburg, byl jeho byt vydrancován.
V roce 1920 se objevila jistá Anna Andersonová, která o sobě prohlašovala, že je nejmladší dcerou carského páru, Anastázií. Z říčního berlínského kanálu byla zachráněna dívka, která se pokusila o sebevraždu. Poté, co byla převezena na psychiatrickou kliniku, se dívka personálu svěřila, že je velkokněžna Anastázie, a svou verzi podpořila vyprávěním o svém úniku z rukou katů. Po propuštění z ústavu si říkala Anastázie Čajkovská, později Anna Andersonová a dlouhá léta soudně usilovala o to, aby jí byla vrácena „pravá identita“. Proti svědčilo i tvrzení jisté paní Wingender, která v ní poznala polskou tovární dělnici. Zemřela v roce 1984 v USA. Spekulace o živé Anastázii utichly v roce 1991, kdy byly její ostatky nalezeny.
Ostatky většiny členů carské rodiny a jejich služebných byly nalezeny v květnu 1979 amatérskými nadšenci, objev byl ale uchován v tajnosti až do rozpadu SSSR. Exhumovány byly v červnu 1991 pod náspem Staré koptjakovské cesty 19 km severně od Jekatěrinburgu (56°54′41″ s. š., 60°29′44″ v. d.). Ostatky byly polité kyselinou a spálené. V průběhu vyšetřování trestného činu, které vedla Prokuratura Ruské federace, byli Romanovci identifikováni. Vzorky DNA také potvrdily příbuzenský vztah s Princem Philipem, vévodou z Edinburghu, manželem britské královny Alžběty II.
17. července 1998 byly ostatky členů carské rodiny převezeny do Sankt-Petěrburgu, kde byly pochovány v Petropavlovském chrámu. Pohřbu se zúčastnil prezident Boris Jelcin a jeho manželka spolu s příbuznými Romanovců, včetně prince Michaela z Kentu (bratranec královny Alžběty II). Zbývající dvě těla prince Alexeje a princezny Marie byla objevena v roce 2007 nedaleko nálezu ostatků rodiny.
14. srpna roku 2000 prohlásila ruská pravoslavná církev cara Mikuláše II. a členy carské rodiny za svaté (na úrovni strastotěrpěc - trpitel, mučedník). Ipaťjevův dům byl zdemolován v roce 1977, ale na jeho místě byl v červnu 2003, 85 let po popravě carské rodiny, vysvěcen vzpomínkový Chrám Všech svatých na krvi věnovaný rodině Romanovových.

## Romanovci a jejich příbuzní zabití bolševiky

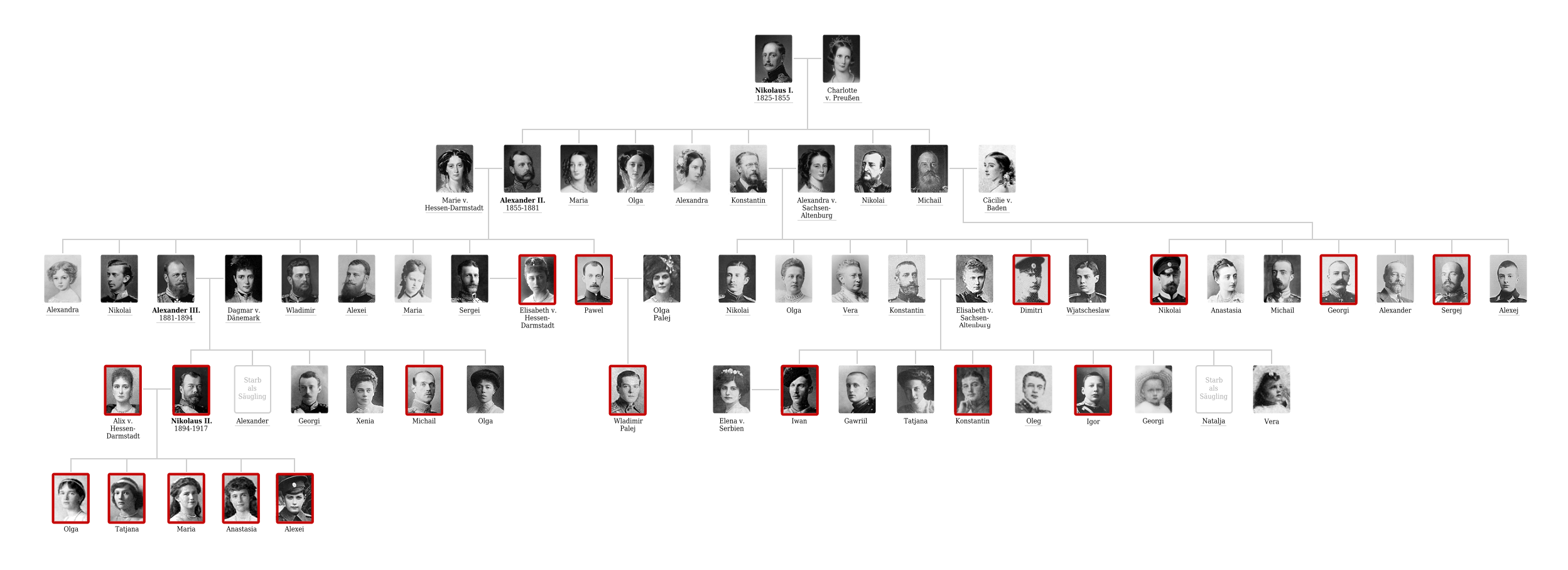
Romanovci a příbuzní zabití bolševiky (v červeném rámečku). Jména osoby zemřelých před Říjnovou revolucí jsou podtržena

## Teorieo rituální vraždě
Ruská pravoslavná církev se na sněmu v roce 2017 rozhodla znovu přezkoumat ostatky Mikuláše II. a jeho rodiny, které jsou uloženy v petrohradském Petropavlovském chrámu. V církvi se totiž objevily hlasy, že skutečné ostatky se nezachovaly, protože je vrazi zničili kyselinou sírovou, aby zahladili stopy rituální židovské vraždy. Někteří stoupenci této teorie tvrdili, že jekatěrinburgská židovská komunita „těla Romanovců spálila a popíjela čaj s jejich popelem".
V listopadu 2017 prohlásil biskup Tichon Ševkunov, jenž stojí v čele církevní komise, která zkoumá vraždu Mikuláše II., že se značná část této komise domnívá, že to rituální vražda byla. Také Marina Molodcova, jedna z hlavních vyšetřovatelů speciální komise ministerstva spravedlnosti, uvedla, že její tým provede „psychologicko-historický výzkum“, který mimo jiné prozkoumá, zda nebyla vražda cara Mikuláše II. rituální povahy. Tyto názory vycházejí ze skutečnosti, že ve vedení bolševické strany byla řada Židů a při popravě carské rodiny měli významnou úlohu bolševici s židovskými kořeny (Jakov Jurovskij a další).
Federace židovských komunit v Rusku vydala 27. 11. 2017 prohlášení, v němž tyto výroky označila za „šokující vyjádření antisemitské pověry“. Stejně tak tyto výroky odsoudil i Evropsko-asijský židovský kongres. V českých zemích proti pověře o židovské rituální vraždě ostře vystupoval Tomáš Garrigue Masaryk v období tzv. hilsneriády.